# 야지마 아키코
야지마 아키코(일본어: 矢島 晶子, 1967년 5월 4일 ~ )는 일본의 여자 성우이다. 

## 출연작

### TV 애니메이션
1989년
- 아이돌전설 에리코 - 타무라 에리코(데뷔작)
- 정글북: 소년 모글리 - 메슈아

1992년
- 크레용 신짱 - 노하라 신노스케(초대)

1993년
- 용자특급 마이트가인 - 요시나가 사리

1994년
- 마법진 구루구루 - 아덴베르그
- 무적용사 사자왕 - 카온
- 미소녀 전사 세일러 문 S - 타마사부로(S 104화)
- 패왕대계 류나이트 - 파후리시아 파피

1995년
- 신기동전기 건담 W - 리리나 도리안

1996년
- 기동전함 나데시코 - 테라사키 사유리, 이츠키 카자마
- 첫 인간 곤 - 별의 왕자
- 초자 라이딘 - 타케루

1997년
- 검풍전기 베르세르크 - 리케르트
- 대운동회 - 안나 레스피기
- 마법소녀 메루루 - 메루루(성우진 비공개)
- 소녀혁명 우테나 - 츠와부키 미츠루
- 프린세스 나인 - 홋타 코하루

1998년
- 소년탐정 김전일 - 신타니 유리

1999년
- 명탐정 코난 - 모리 유키코
- 소년탐정 김전일 - 하타노 하루나, 유사 치에미
- 신풍괴도 쟌느 - 엑세스 타임
- 센티멘탈 그래피티 - 이마나가 카스미
- 리스키&세이프티 - 후카미 유야
- The Big-O - R. 도로시 웨인라이트

2000년
- 기교기전 히오우전기 - 마유
- 선녀전설 세레스 - 사하라 미오리
- 아야시노 세레스 - 사하라 미오리/세라
- 이누야샤 - 코하쿠, 역발의 유라
- 학교괴담 - 닷토

2001년
- 마법전사 리우이 - 아이라
- 신 백설공주 전설 프리티어 : 만넨
- 정글은 언제나 맑음 뒤 흐림 DX - 바퀴벌레 여동생
- 지구방위가족 - 시라토리 엘렌
- 피규어17 츠바사&히카루 - 시이나 츠바사

2002년
- 공각기동대 STAND ALONE COMPLEX - 미키
- 나루토 - 사소리(소년 시절), 란마루
- 하이바네 연맹 - 쿠우

2003년
- 트윈 스피카 - 카모가와 아스미
- 강철의 연금술사 - 클로제

2004년
- 두 사람은 프리큐어 - 밋플
- 명탐정 코난 - 나가카와 아야
- 암굴왕 - 에데(하이데)

2005년
- BLOOD+ - 미야구스쿠 리쿠, 디바
- 교향시편 유레카7 - 사쿠야
- 두 사람은 프리큐어 Max Heart - 밋플
- 몬스터 - 빔
- 유리가면(2005년) - 히메가와 아유미
- 지옥소녀 - 유키

2006년
- Ergo Proxy - 피노
- Kanon#s-3 - 쿠라타 카즈야[1]
- XXX HOLiC - 아메아라시(우여랑)
- 디지몬 세이버즈 극장판 - 리즈무

2007년
- 개구리 중사 케로로 - 카구야히메, 알리사 서전크로스
- 블루 드롭 - 와카타케 마리
- 신령사냥 GHOST HOUND - 코마구스 미야코
- 안녕 절망선생 - 아라이 치에, 이토시키 린, 이토시키 마지루
- 에르고 프록시 - 피노
- 전뇌코일 - 쿄코
- CLANNAD#s-2 - 인형

2008년
- 가면라이더 덴오+신오 - 신오
- 드루아가의 탑 ~the Aegis of URUK~ - 카이
- 나츠메 우인장 - 코기츠네
- 흑집사 - 안젤라
- XXX HOLiC 2기 - 아메와라시

2009년
- 유희왕 5D's - 니코
- 진 연희무쌍 소녀대란 - 장양

2010년
- SHIN-MEN - 고

2011년
- TIGER & BUNNY - 시스

2012년
- 백곰 카페 - 레서 팬더
- 토리코 - 2대 멜크
- 페어리테일 - 렉터
- 명탐정 코난 괴도 키드 스페셜 - 필립 왕자

2013년
- 내 뇌 속의 선택지가 학원 러브 코미디를 전력으로 방해하고 있다 - 도라쿠 우타게
- My Little Pony: Friendship is Magic - 핍스퀵

2014년
- 명탐정 코난 - 와타나베 코우(742화 엑스트라)

2016년
- 소년 메이드 - 히노 하나코
- 유리!!! on ICE - 니시고리 3자매
- 타임보칸 24 - 잔 다르크(잔느)

2018년
- 팝팀에픽 - 7화 A파트 피피미

2019년
- 황야의 코토부키 비행대 - 마담 루루

### OVA
1996년
- 동급생2(마이지마 카렌)

1997년
- 대운동회 OVA(안나 레스피기)

1998년
- 뱀파이어 헌터 OVA(아니타)

2001년
- ONE~빛나는 계절에~(유즈키 시이코)

### 극장판
1993년
- 크레용 신짱 액션가면 VS 하이그레 마왕 - 노하라 신노스케

1994년
- 크레용 신짱 짱구는 못말려 극장판: 부리부리 왕국의 보물 - 노하라 신노스케

1995년
- 크레용 신짱 운코쿠사이의 야망 - 노하라 신노스케

1996년
- 크레용 신짱 핸더랜드의 대모험 - 노하라 신노스케

1997년
- 크레용 신짱 암흑 타마타마 대추적 - 노하라 신노스케
- 엔드 오브 에반게리온 - 소년

1998년
- 기동전함 나데시코 The Prince of Darkness - 테라사키 사유리
- 크레용 신짱 전격! 돼지발굽 대작전 - 노하라 신노스케

1999년
- 크레용 신짱 폭발! 온천 두근두근 대결전 - 노하라 신노스케

2000년
- 포켓몬스터 애니메이션 시리즈 극장판 3기 결정탑의 제왕 엔테이 - 미
- 크레용 신짱 짱구는 못말려 극장판: 폭풍을 부르는 정글 - 노하라 신노스케

2001년
- 크레용 신짱 어른 제국의 역습 - 노하라 신노스케
- 환상마전 최유기 극장판 - 선택 받지 못한 자에게 바치는 진혼가 - 호우카

2002년
- 크레용 신짱 폭풍을 부르는 대단해! 전국대합전 - 노하라 신노스케
- 피아캐롯에 어서오세요 극장판 ~사야카의 사랑이야기~ - 카미즈카 유키

2003년
- 크레용 신짱 폭풍을 부르는 영광의 불고기로드 - 노하라 신노스케

2004년
- 크레용 신짱 폭풍을 부르는! 석양의 카스카베 보이즈 - 노하라 신노스케

2005년
- 극장판 두 사람은 프리큐어 Max Heart - 밋플
- 극장판 프리큐어 Max Heart 2 눈 내리는 하늘의 친구들 - 밋플
- 크레용 신짱 전설을 부르는 부리부리 딱 3분 대진격 - 노하라 신노스케

2006년
- 브레이브 스토리 디지몬 세이버즈 THE MOVIE 궁극파워! 버스트 모드 발동!! - 리듬
- 크레용 신짱 짱구는 못말려 극장판: 전설을 부르는 춤을 춰라, 아미고! - 노하라 신노스케

2007년
- 크레용 신짱 짱구는 못말려 극장판: 태풍을 부르는 노래하는 엉덩이 폭탄! - 노하라 신노스케

2008년
- 크레용 신짱 짱구는 못말려 극장판: 엄청난 태풍을 부르는 금창의 용사 - 노하라 신노스케

2009년
- 크레용 신짱 오타케베! 카스카베 야생왕국 - 노하라 신노스케
- 극장판 프리큐어 올스타즈 DX 모두 친구☆기적의 전원 대집합! - 밋플

2010년
- 크레용 신짱 짱구는 못말려 극장판: 초시공! 태풍을 부르는 나의 신부 - 노하라 신노스케
- 극장판 프리큐어 올스타즈 DX 2 희망의 빛☆레인보우 주얼을 지켜라! - 밋플

2011년
- 가시나무왕 - 티모시 레이젠바흐
- 크레용 신짱 폭풍을 부르는 황금스파이 대작전 - 노하라 신노스케
- 극장판 프리큐어 올스타즈 DX 3 미래에 닿아라! 세계를 잇는☆무지갯빛 꽃 - 밋플

2012년
- 크레용 신짱 짱구는 못말려 극장판: 태풍을 부르는 나와 우주의 프린세스 - 노하라 신노스케

2013년
- 크레용 신짱 바카우맛! B급 구루메 서바이벌!! - 노하라 신노스케
- 극장판 프리큐어 올스타즈 New Stage 2 마음의 친구 - 밋플

2014년
- 크레용 신짱 진검승부! 역습의 로봇 아빠 - 노하라 신노스케

2015년
- 크레용 신짱 짱구는 못말려 극장판: 나의 이사 이야기 선인장 대습격 - 노하라 신노스케

2016년
- 감바의 대모험 - 추타
- 크레용 신짱 짱구는 못말려 극장판: 폭풍수면! 꿈꾸는 세계 대돌격 - 노하라 신노스케

2018년
- 극장판 허긋토! 프리큐어♡빛의 전사 프리큐어 올스타즈 메모리즈 - 밋플
- 극장판 짱구는 못말려: 아뵤! 쿵후 보이즈 ~라면 대란~ : 노하라 신노스케

2022년
- 거울 속 외딴 성 - 리온(소년)

### 게임
1993년
- 크레용 신짱 폭풍을 부르는 원아 SFC판 - 노하라 신노스케

1994년
- 스파이로 더 드래곤 - 스파이로
- 크레용 신짱 폭풍을 부르는 원아 MD판 - 노하라 신노스케
- 크레용 신짱2 대마왕의 역습 : 노하라 신노스케

1996년
- 동급생2 SS&PS판 - 미즈노 토모미

1997년
- 알바레아의 소녀 - 뮈르 멜로와즈
- 실루엣 미라쥬 - 샤이나 네라 샤이나

1998년
통곡 그리고... - 아오키 치사
- 신세기 로봇 전기 브레이브 사가 : 요시나가 사리

1999년
- 봉신영역 엘츠바유 - 알티 알 라젤
- 유구환상곡3 Perpetual Blue : 비셋 마슈
- 트윈즈 스토리 내 맘을 전하고 싶어… : 사쿠오카 하나노
- 페르소나2 죄 - 아마노 마야

2000년
- 록맨DASH2 에피소드2 커다란 유산 - 세라
- 스파이로X스파크스 トンでもツアーズ - 스파이로브레이브 사가2 (요시나가 사리)페르소나2 벌 (아마노 마야)
- 유구조곡 All Star Project - 비셋 마슈
- 건퍼레이드 마치 - 아라이기 유미

2001년
- 크레용 신짱 나와 무겁게 만들기! - 노하라 신노스케
- 해리 포터와 마법사의 돌 - 해리 포터

2002년
- 그란디아 익스트림 - 디네
- 해리 포터와 비밀의 방 - 해리 포터

2003년
- 식신의 성2 - 니이기 고저스 블루
- 와일드 암즈 AC : F - 레이디 하켄

2004년
- 귀무자3 - 안리 브란
- 테일즈 오브 리버스 - 애니 버스

2006년
- 발키리 프로파일 레나스 : 아리샤
- 발키리 프로파일 2 실메리아 : 아리샤, 발키리
- .hack//G.U. - 가스파
- 브레이브 스토리 ~와타루의 모험~ : 와타루
- 브레이브 스토리 ~새로운 여행자~ : 와타루
- 크레용 신짱 최강 가족 카스카베 킹~ : 노하라 신노스케
- 테일즈 오브 더 월드 레디언트 마이솔로지 - 애니 버스
- BLOOD+ 쌍날개의 배틀 윤무곡 PS2 - 미야구스쿠 리쿠
- BLOOD+ ONE NIGHT KISS : 미야구스쿠 리쿠
- BLOOD+ ~파이널 피스~ : 미야구스쿠 리쿠

2007년
- 모두의 GOLF 5 : 크리스
- 크레용 신짱 폭풍을 부르는 크레용 칠하기 대 작전! : 노하라 신노스케

2008년
- 슈퍼로봇대전 Z : R 도로시 웨인라이트

2017년
- 슈퍼로봇대전 V - 요시나가 사리